# Zákon o státním soudu
Zákon o státním soudu z roku 1948 byl přijat  Národním shromážděním republiky Československé a vyhlášen ve Sbírce zákonů pod číslem 232/1948 Sb. Tento zákon zřídil nový státní soud se sídlem v Praze. Zákon stanovil přísahu soudců z lidu, upravoval jeho organizaci, jeho příslušnost a řízení před ním.

## Systematika
Zákon se skládal z čtyř hlav:
- HLAVA PRVNÍ. - ORGANISACE STÁTNÍHO SOUDU
- HLAVA DRUHÁ. - PŘÍSLUŠNOST STÁTNÍHO SOUDU A USTANOVENÍ OBECNÁ.
- HLAVA TŘETÍ. - ŘÍZENÍ PŘED STÁTNÍM SOUDEM.
- HLAVA ČTVRTÁ. - USTANOVENÍ PŘECHODNÁ A ZÁVĚREČNÁ.

Zákon měl 48 paragrafů. 

## Derogace
Zákon o státním soudu byl zrušen zákonem o organisaci soudů (č. 66/1952 Sb.)